# Andrij Kulyk
Andrij Kulyk (ukrainisch Андрій Кулик; * 30. August 1989 in Sumy) ist ein ukrainischer Radrennfahrer.

## Familie
Andrij Kulyk ist der Sohn von Alexander Kulyk, ehemaliger Trainer der ukrainischen Nationalmannschaft, der am 3. März 2022 während der russischen Invasion der Ukraine getötet wurde.

## Sportlicher Werdegang
Mit drei Etappen der Romanian Cycling Tour gewann Kulyk 2012 seine ersten Wettbewerbe des internationalen Kalenders. Es folgten weitere internationale Erfolge, darunter mit der Gesamtwertung der  Baltic Chain Tour 2015 der Sieg in einem Etappenrennen. 2015 siegte er im Rennen Tartu Rattaralli. Ein weiterer bedeutender internationaler Sieg gelang ihm 2016 beim Eintagesrennen Visegrad 4 Bicycle Race - GP Slovakia. Im Jahr 2019 wurde er ukrainischer Meister im Straßenrennen.

## Erfolge
2012
- drei Etappen Romanian Cycling Tour

2014
- eine Etappe Slowakei-Rundfahrt

2015
- eine Etappe Szlakiem Grodów Piastowskich
- Gesamtwertung und eine Etappe Baltic Chain Tour

2016
- Visegrad 4 Bicycle Race - GP Slovakia
- Mannschaftszeitfahren Tour of Ukraine

2017
- eine Etappe Bałtyk-Karkonosze Tour

2019
- Ukrainischer Meister – Straßenrennen